# Sophia Stuart
Pour les articles homonymes, voir Stuart.

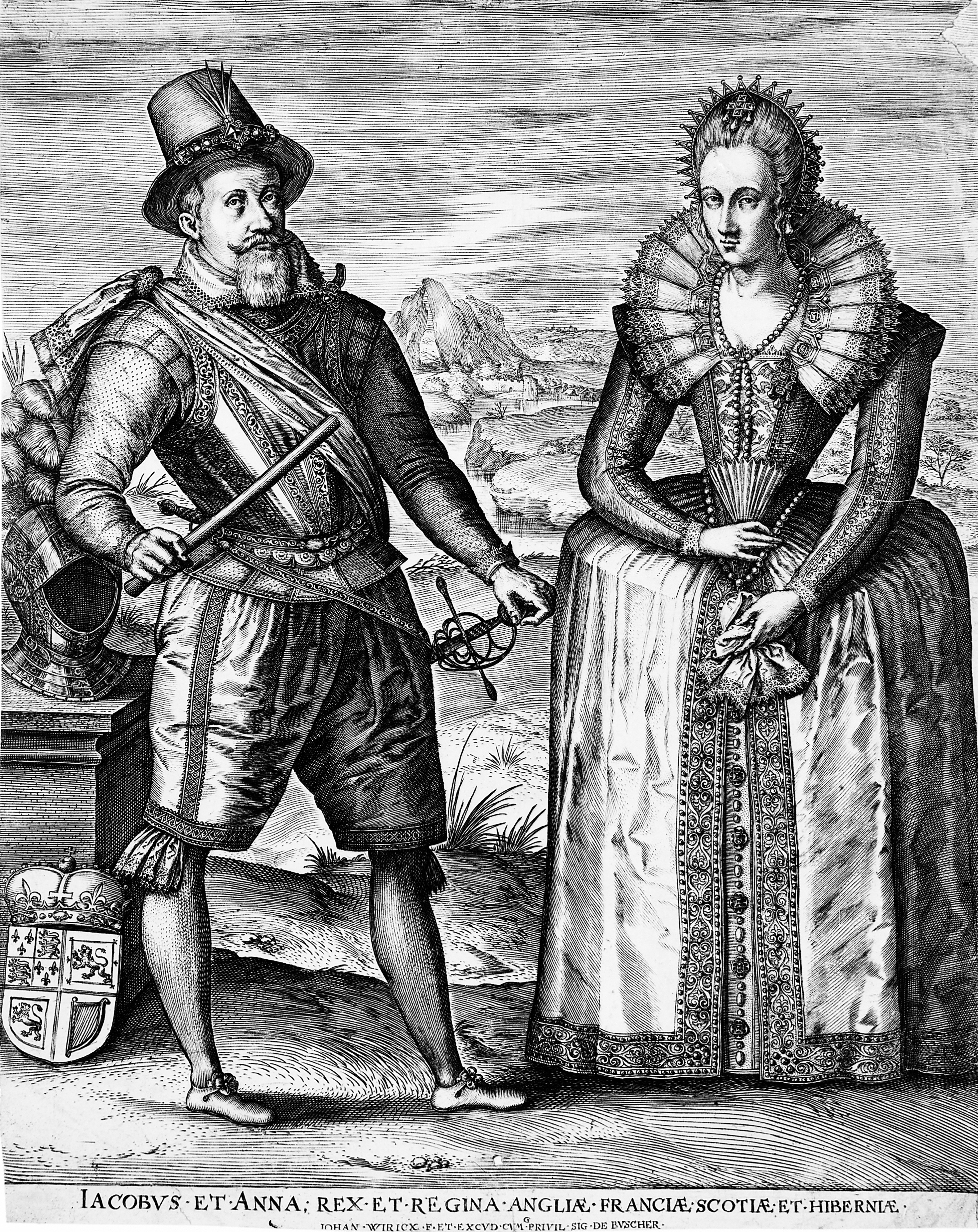
Sophia est la fille de Jacques VI et Ier et d'Anne du Danemark.

Sophia Rosula Stuart, née le 22 juin 1606 à Greenwich au Palais de Placentia et morte le 23 juin 1606, est la quatrième fille et le dernier des neuf enfants du roi Jacques Ier d'Angleterre et de la reine Anne de Danemark. Elle est inhumée dans l'abbaye de Westminster dans un monument ressemblant au berceau en pierre conçu par Maximilian Colt.

## Biographie

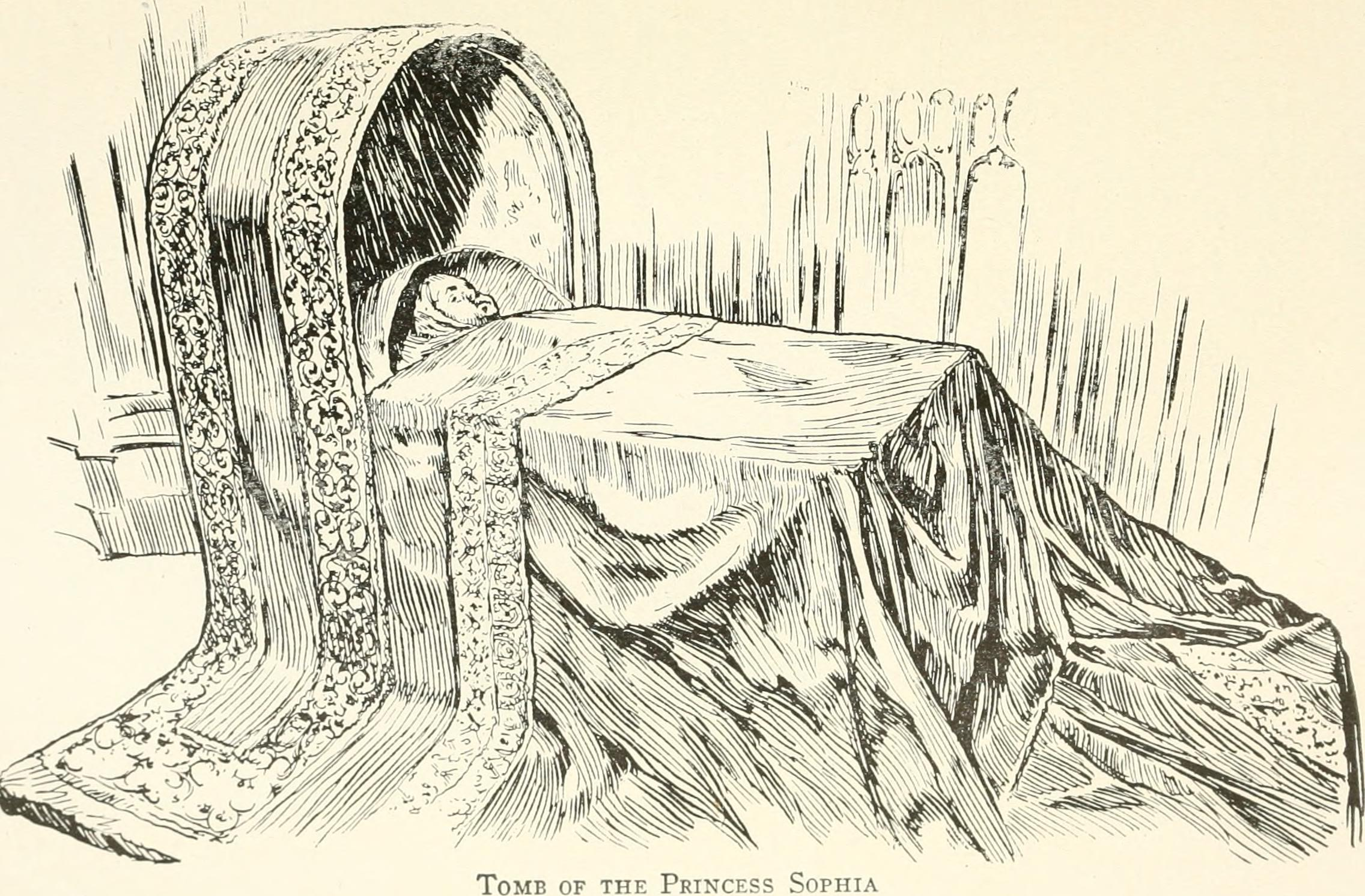
Dessin de la tombe de Sophia.

La rumeur veut qu'Anne de Danemark soit enceinte à la fin du mois d'octobre 1605. Robert Naunton écrit que les courtisans sont incertains car sa silhouette est dissimulée par son vertugadin. En mai 1606, elle cesse de tenir des audiences avec des ambassadeurs, dont Zorzi Giustinian.
Anne de Danemark se prépare à l'accouchement au palais de Placentia. Sa dame de compagnie, Audrey Walsingham, achète du linge et de la dentelle pour une valeur de 614 livres sterling pour sa chambre à coucher. Sophia Stuart naît tôt le matin du 22 juin 1606. Anne était assistée par une sage-femme, Alice Dennis, et un médecin, Peter Chamberlen, qui avaient tous deux participé à la naissance de Marie Stuart en avril 1605. Chamberlen est considéré comme l'inventeur du forceps d'accouchement. Anne lui a donné une bague en diamant pour ses efforts,.
Sophia naît verye weake et est baptisée par James Montague, Doyen de la Chapelle royale. Elle est nommée d'après sa grand-mère Sophie de Mecklembourg-Güstrow.
Neuvième et dernier enfant de Jacques Ier d'Angleterre et de la reine Anne de Danemark, son corps a été transporté sur la Tamise dans une barge recouverte de velours noir pour être enterré dans l'abbaye de Westminster le 26 juin.

## Tournoi annulé
Il avait été prévu d'organiser un tournoi à Greenwich pour célébrer la naissance et le baptême. Un défi avait été lancé au nom des "Quatre Chevaliers Errants de l'Île Fortunée" le 1er juin 1606. Le texte comique du défi a fait rire le roi Jacques. L'oncle de Sophia, Christian IV du Danemark, devait être présent. L'événement est annulé,.
Christian IV arrive en Angleterre et va voir sa sœur en deuil à Greenwich le 18 juillet. Christian IV est reçu par le roi à Theobalds tandis qu'Anne reste à Greenwich, toujours dans les appartements réservés à son confinement. Les relevailles d'Anne sont célébrées lors d'une cérémonie privée à Greenwich par le Dr Montague le 3 août,. Avant de quitter l'Angleterre, Christian IV a affronté le roi Jacques lors d'un Running at the ring (en) .

## Monument à l'abbaye de Westminster
Sophia Stuart est représentée comme un bébé dans son berceau sur sa tombe. Le monument est conçu par Maximilian Colt et peint et doré par John de Critz,. La tombe est finement sculptée de dentelles. Son inscription latine peut être traduite ainsi : « Sophia, un bouton de rose royal arraché par le destin à Jacques, roi de Grande-Bretagne, de France et d'Irlande, et à la reine Anne, ses parents, pour refleurir dans la roseraie du Christ, repose ici. 23 juin, 4e année du règne du roi Jacques 1606 ».